# Алие (Италия)
Вижте пояснителната страница за други значения на Алие.
Алиѐ (на италиански: Agliè; на пиемонтски: Ajè, Айе) е малък град и община в Метрополен град Торино, регион Пиемонт, Северна Италия. Разположен е на 315 m надморска височина. Към 1 януари 2023 г. населението на общината е 2568 души, от които 233 са чужди граждани.
Градчето е известно с Херцогския си замък, вписан в Списъка за Световното културно наследство на ЮНЕСКО. В замъка е заснет популярният телевизионен сериал „Елиза от Ривомброза“, излъчван и в България.
Родът на известния италиански поет Гуидо Гоцано е от Алие. В семейната вила поетът  пише много от творбите си.
Алие е родината на сладките Торчети.
По хълмовете около града се отглежда грозде от известния сорт Ербалуче, от който се произвеждат висококачествени DOC вина.

## География, административно деление и население
Алие е разположено в североизточната част на Метрополен град Торино, в Канавезе – район на Регион Пиемонт, в западното подножие на хълма Макуняно.
През територията му минава потокът Малезина. Територията има неправилен геометричен профил с подчертани вариации на надморската височина, която достига до 522 м. Обитаваната зона е заобиколена от зелени поляни и релефите на мореновите хълмове.
На 2 км от Алие в посока село Кучельо се намира малкото езеро Джербола, където се практикува спортен риболов.
Алие граничи със следните 7 общини: Байро, Одзеня, Торе Канавезе, Кучельо, Виалфре, Сан Джоржо Канавезе и Сан Мартино Канавезе. Отстои на 33 км от Торино и на 111 км от Милано.
Алие има две подселища (на итал. frazioni): Мадона деле Грацие и Санта Мария-Санграто, и следните местности: Кашине Бернардини, Кашине Луизета, Кашине Малезина, Кашине Оберто, Кашине Рико, Кашине Волпати, частен път Брунета.
Към 1 януари 2023 г. населението на общината е 2568 души, от които 233 чужди граждани, сред които преобладават тези на Румъния (119 души). Български граждани липсват.

## Топоним
Според езиковеда Джовани Доменико Сера топонимът на Алие произлиза от името на римски земевладелец на име Алий, след това става Alliacus (от лат. „земя на Алий“), после се променя на Alladium и от 1407 г. – на Agladium. Според други хипотези името произлиза от Ala Dei (от лат. „крило на Бога“), тъй като планът на първоначалния замък на Алие напомня на формата на крило, разперено на изток.

## История

### Античност
Примитивното ядро на Алие е от римски произход и вероятно се е намирало на хълмовете на подселището Санта Мария деле Грацие. Днешното разположение на Алие идва от Средновековието, когато жителите му търсят сигурност под стените на замъка на графовете Сан Мартино.

### Средновековие
Първоначалното ядро на града е споменато в документи от 1019 г. като Макунцианум, Макуняно (на лат. Macuncianum, на итал. Macugnano), зависимо от Абатство Фрутуария в Сан Бениньо. По онова време Алие е замък, построен в защита на Макуняно, който впоследствие обаче подчинява.
За първи път Алие се появява в документи през 1141 г.: феодалните владетели на Канавезе си разпределят територията и Алие става част от владенията на графовете Сан Мартино от Ривароло и от Алие. След това трите центъра се обединяват в една отбранителна общност, която през 1259 г. попада във владение на Сан Мартино.
Алие не участва в серията от селски антифеодални въстания в Канавезе в периода 1386 – 1391 г., известни под името „Тукинаджо“ (на итал. Tuchinaggio) и подклаждани от маркграфа на Монферат Теодор II срещу графовете на Савоя. Селището обаче понася последствията от борбите между гвелфите – графовете Сан Мартино ди Алие и гибелините – графове Валперга. Около средата на XIV век Алие (без замъка) е разграбено на два пъти от наемници.
През 1355 г. императорът на Свещената Римска империя Карл V дава много земи на маркграфовете на Монферат, вкл. и Алие. Въпреки това жестоките сблъсъци между феодалите на Канавезе продължават и години наред Алие е обект на набези, пожари и опустошения. През 1391 г., благодарение на Савоя, най-сетне настава мир. Жителите на Алие молят господарите си – графовете на Алие за привилегии и отстъпки, които получават заради лоялността им, проявена по времето на Тукинаджо. През 1448 г. са им дадени общински устави, чиито текстове все още се съхраняват в архивите на кметството.

### Под Савойско влияние
Със Савоя влиянието на графовете на Алие нараства и те разширяват властта си над Байро, Торе, Одзеня, част от Понт, Салто (подселище на днешния град Куорне), Ривароло и Кастелнуово. Алие изтърпява последиците от войната между Савоя и Франция през втората половина на XVI век. С възстановяването на мира през 1561 г. графовете на Алие се заклеват във вярност на херцог Емануил Филиберт I Савойски.
Благодарение на граф Филипо Сан Мартино ди Алие, от 1642 г. по проект, който според недокументираната традиция е поверен на известния архитект Амадей Кониенго ди Кастеламонте, замъкът на Алие става величествен дворец, в който се приемат принцове и владетели, вкл. и кралската мадам Мария Кристина Бурбон-Френска.

### XVIII век
Замъкът е разрушен от французите под командването на маркиз Луи д'Обюсон дьо ла Фойад през 1706 г. по време на Обсадата на Торино. В продължение на около 100 год, след това в Замъка не е извършвана никаква архитектурна и художествена дейност, с изключение на стълбището на арх. Микела от 1724 г.
През 1764 г. феодът на Алие е купен от херцога на Савоя и краля на Сардиния-Пиемонт Карл Емануил III Савойски, който го дава като апанаж на второродния си син Бенедикт Мария Маврикий Савойски – принц на Сардиния, херцог на Шабле (1741 – 1796), маркграф на Ивреа (1796 – 1808). Той възлага на дворцовия архитект Иняцио Бираго ди Боргаро да възстанови и разшири Замъка на Алие. Между 1767 и 1775 г. е построена галерията, която свързва замъка с църквата и самата църква с камбанарията, заместваща предишната стара градска кула. През 1796 г., по време на Наполеоновото господство, в Алие нахлуват французите и разграбват мебелировката.
От 1700 г. нататък Алие играе важна роля в текстилния сектор, по-точно – в традиционното пиемонтско производство на коприна.

### XIX век
С Реставрацията замъкът на Алие попада в ръцете на графовете на Шабле през 1814 г. След края на ерата на Бонапартистите властта над него минава у Карл Феликс Савойски през 1825 г., който го възстановява благодарение на архитекта Борда ди Салуцо. Със смъртта му през 1831 г. овдовялата кралица Мария-Кристина Бурбон-Неаполитанска се превръща в ползвателка на замъка, а при нейната смърт през 1849 г. имотът се дава на второродния син на Карл Алберт: Фердинанд Савойски – първият херцог на Генуа.
В средата на XIX век във фабриката за коприна в Алие работят около 400 души. През 1883 г. в Алие се ражда друга важна текстилна фабрика – Блумер, която през 1896 г. става Тъкачна фабрика Де Анджели-Фруа.

### XX век
През 1939 г., след дългогодишни преговори с купувачи, принцовете на клона Савоя-Генуа продават Комплекса на Херцогския замък на Италианската държава.
В началото на Втората световна война миланската тъкачна фабрика De Angeli-Frua има повече от 1500 служители в Алие. С кризата в текстилния сектор обаче тя затваря врати през 1952 г., за да бъде закупена през 1955 г. от Оливети, който създава там високотехнологичен механичен бизнес. Събитията около Оливети и в електронния сектор влияят негативно върху града с драстично намаляване на броя на служителите в компанията. Все още има по-малки компании в техническия и в електронния сектор.
Алие все пак играе важна роля в селското стопанство и в индустрията. Особено ценно е производството на вино от сорта грозде Erbaluce, култивирано по неговите хълмове.

## Икономика
Селското стопанство запазва важна роля в местната икономика: произвеждат се зърнени храни, фураж, зеленчуци, грозде (от известния сорт Ербалуче, използван за производство на местни DOC вина) и други плодове; отглеждат се добитък, свине, овце, кози, коне и домашни птици. Промишлеността се състои от компании, работещи в хранителната, текстилната, строителната, металургичната, механичната, мебелната промишленост, производството на селскостопанска техника, офисни IT системи и автомобилни части и аксесоари. Секторът на услугите се състои от достатъчна дистрибуторска мрежа, както и всички услуги, които включват банкиране и застраховане.

## Забележителности

### Градска архитектура

#### Херцогски замък на Алие
Замъкът (Castello Ducale di Agliè) е най-голямата забележителност на Алие, обект на Юнеско и е място на заснемане на известния телевизионен сериал „Елиза от Ровомброза“.
Замъкът, роден през XII век като отбранителна крепост на графовете Сан Мартино, се превръща във великолепна резиденция на Савойската династия до 1939 г., когато е продадена на Италианската държава. Първоначалната инициатива за трансформацията на замъка води началото си от 1650 г. и принадлежи на граф Филипо ди Сан Мартино ди Алие.
Към 2019 г. Замъкът е отворен за посещения срещу входен билет. Състои се от 300 зали, обзаведени със стари мебели, част от които са достъпни за посещение. Сградата е заобиколена от английски и италиански градини и голям парк, пълен с редки цветя и стари дървета, украсен с монументален фонтан. Паркът е резултат от две различни фази: първата е от XVIII век, когато се изгражда Esedra della Fontana от братя Колино; втората е от XIX век и се характеризира с „английски“ адаптации, паркът се разширява се с около 30 хектара и е пресечен от 7 км алеи и пътеки, пълни с вековни растения. Проектът се приписва на Мишел Бернар за XVIII век и на Ксавие Куртен за XIX век.

#### Вила „Мелето“
Вилата (Villa Il Meleto) е лятната резиденция и любимо място за отдих и творчество на известния италиански поет Гуидо Гоцано, чийто род е от Алие. Вилата е построена в средата на XVIII век и преди Гоцано е притежание на италианския сенатор Масимо Маутино, който я подарява на дъщеря си по случай сватбата ѝ.
Вилата, така както изглежда днес, е резултат от разкрасителните работи, което Гоцано прави през 1904 г., очарован от френския стил Либерти. Тя има малка градина и входна алея, покрай която се вие ябълкова градина, от която идва и името ѝ.
През 1912 г. вилата е продадена на местен селянин, а Гоцано си запазва правото на обитаване. През 1945 г. тя е закупена от г-жа Гати Франкини, която се постарава да издири оригиналните мебели. През 1972 г. тя става собственост на д-р Конриери, който я реставрира във вида ѝ от времето на Гоцано.
Известната всекидневна на баба Надежда (Nonna Speranza), декорирана в стил Ар нуво, е обезсмъртена в стихотворението на Гоцано „Приятелката на баба Надежда“. Днес е възможно да се посети градината и самата вила, вкл. и всекидневната на Nonna Speranza, трапезарията, кабинетът с библиотеката и спалнята на поета с колекциите му от пеперуди и от сувенири от пътуванията му в Ориента.
Близо до вилата има малко езеро и барака, където Гоцано обичал да се отбива и да пише.

#### Палат „Факта /Де Павиняно“
Палатът (Palazzo Facta/ De Pavignano) на три етажа от 1650 г., разположен срещу Замъка на Алие и до Енорийската църква. Първоначално е притежание на графовете Бардесоно де Павиняно, след това – на Савоя, а после – на Италианската държава. През 2017 г. след седем търга и десетилетия изоставеност Държавата най-сетне да го продава на дружество от Торино за 300 хил. евро. Кметството, което навремето не е пожелало да закупи историческата сграда поради голямата сума, нужна за реставрация, се надява, че тя ще бъде подложена на такава от новите ѝ притежатели.
В подобно състояние се намира и друга историческа сграда, намираща се до предходната – триетажният Палат Бираго (Palazzo Birago) от 18 век.

#### Копринена фабрика на Алие
Фабриката (Setificio di Agliè) е основана през 1736 г. от граф Джузепе Франко Сан Мартино – тогавашен собственик на феода на Алие и на неговия замък. През втората половина на XVIII век Алие става владение на Херцога на Шабле, който през 1814 г. я продава на торинския банкер Микеланджело Бертини, в чието владение остава до началото на XX век, когато е затворена. Около средата на XVIII век в нея работят вече 400 служителя.
Издига се на брега на потока Малезина и има груба странична фасада с каменни ивици. Порталът от XVIII век на пл. „Сетифичо“ (piazza Setificio) е впечатляващ, и там е разположена теглилка, използвана и към 2019 г.

### Религиозна архитектура

#### Енорийска църква „Мадоната на снега и Св. Максим“
Сегашната сграда на църквата (Chiesa Parrocchiale della Madonna della Neve e San Massimo) е построена през 1773 г. по проект на Иняцио Бираго ди Боргаро и е осветена на 14 септември 1777 г. с името „Мадоната на снега“. Понастоящем тя е посветена на патрона на Алие – Свети Максим от Риес, чиито мощи се съхраняват в малка урна върху олтара.
Благодарение на фините щукатури – дело на Болина се постига движение на линии и светлосенки в сводовете, в рамките на прозорците и в капителите на църквата. Планът ѝ е латински кръст с един неф. На височината на трансепта, в центъра, има нов олтар, обърнат към богомолците, крепен от четири позлатени дървени ангела. Платното зад Главния олтар изобразява Мадоната и Младенеца, заобиколени от ангели: един от тях ѝ предлага модел на римската базилика Санта Мария Маджоре, наречена според традицията „снежна“. Балдахинът над Главния олтар е от 1877 г. и е с гербовете на Община Алие и на Савойската династия. От дясната страна на презвитериума има орган. В трансепта отляво има три олтара: на Мадоната на Броеницата, на жителите на Алие и на Непорочното зачатие, а отдясно са олтарите на епископ Свети Максим от Риес, на Св. Джовани Боско и на Св. Лудовико Гондзага.

#### Църква „Св. Марта“
Църквата (Chiesa di Santa Marta) е построена през 1730 г. по проект на местния архитект Костанцо Микела на мястото на предходна, негодна за употреба църква. Тя е в къснобароков пиемонтски стил.
Външното моделиране не следва вътрешното, а има своя собствена логика, свързана с обкръжаващата среда. Структурата се характеризира с елегантната простота на пиемонтската теракота, обогатена с полихромна емайлирана теракота от Кастеламонте. На лявата страна на църквата се намира триъгълна камбанария от 1787 г. – дело на Джузепе Доменико Морано по проект на арх. Микела.
Във вътрешността на църквата гипсовата замазка с нейната бяла дървена скулптура и обзавеждане има не само декоративна, но и архитектурна стойност – нещо нетипично за италианската архитектура от онова време, но често срещано в испанската. Интериорът е разделен на определени пространства: зона за вярващите с два олтара и трибуна към портала за презвитерия, презвитерий, трибуни за асоциираните към братството, сакристия, дървен презвитерий за събратята, до който се достига през две полукръгли странични каменни стълбища. И обзавеждането е част от архитектурата на църквата: в него изпъква централната икона с Успение Богородично, Св. Марта със змея и Св. Йоан Кръстител в богато лакирана позлатена дървена рамка – дело на скулптора Джузепе Арджентера от Ивреа; интерес представлява и копието на Пресветата Плащаница от 1708 г. – дело на Фантинус.

#### Светилище „Св. Мария на Ротондата“
Светилището (Santuario Santa Maria della Rotonda) се намира на хълма Макуняно, в подселище Санта Марта, и е посветено на Богородица. Според преданието първоначално е бил езически храм на богинята на лова Диана. В римския период е изградено из основи с централна симетрия, подобно на ранните християнски баптистерии, и именно тази форма дава името му. Монасите го правят приорат, но през 1600 г. го изоставят поради чумата. През 1585 г. е обикновен параклис с кръгла форма в лошо състояние. В края на XVIII век дон Джовани Галинати възстановява църквата, като са съборени последните останки от предходната обител. От 1929 г. тя е поверена на Доминиканския орден. Към 2019 г. в нея се помещава общност на бивши наркозависими.
Интериорът е със запазена първоначална форма. На главния олтар има икона на Опечалената Мадона с неизвестна датировка. На фасадата има голям кръгъл портал, рамкиран от четири подпори.
От оригиналната сграда е останала романска камбанария с висящи арки в центъра на сградата. Вдясно от нея има друга малка кръгла камбанария с камбана от епохата на дон Галинати.

#### Църква „Три камбанарии“ или Светилище на Мадоната на милосърдието
Църквата (Chiesa „I Tre Ciochè“, Santuario Madonna delle Grazie) се намира в подселище Мадона деле Грацие. Според древната традиция недалеч от сегашната църква е имало стълб със стенопис на Богородица, който постепенно става малка църква. След 1659 г. земите на хълма Макуняно постепенно се населват и жителите, след като намират стенописа на Мадоната като единствен остатък от църквата, решават да изградят нова по-близо до Алие. В периода 1738 – 1746 г. се изгражда друга, още по-голяма църква. Проектът е поверен на местния архитект Костанцо Микела дела Диезе, който решава да включи съществуващата структура в новата сграда.
Вътрешността на църквата представлява латински кръст с два странични олтара и две сакристии. Основният мраморен олтар е посветен на Пресвета Дева Мария Снежна. В презвитерия има древен стенопис на Мадоната, в дървена рамка. В десния олтар има икона на Пресвета Троица от 1815 г. с подпис Йосиф Киантор, а вляво – икона с Мадоната на ангелите. Мощите на Св. Виктория все още са под олтарната трапеза. В ниша, вдясно от главния олтар, се намира дървената статуя на Мадоната на милосърдието, която се носи на литийно шествие всяка година.
Външната фасадата е подчертана от балюстрада и от особено увенчан тамбур. Църквата се отличава и с двете си камбанарии и надкуполната кула, и именно тази характеристика дава името ѝ.

#### Църква „Св. Гауденций“
В църквата (Chiesa di San Gaudenzio) е гробът на известния италиански поет Гуидо Гоцано.
За първи път тя се споменава през 1329 г. като енорийска църква. В края на XVI век е затворена поради лошо състояние, а през втората половина на XVII век е реставрирана радикално и възприема вида, който откриваме и в нач. на XXI век.
На външната ѝ фасада има голям входен портал между двойка пиластри, над който е разположен древен кръгъл отвор. Тимпанът с теракотената статуя на Свети Гауденций в центъра рамкира линейната фасада, от която наднича малка триъгълна камбанария.
Вътре е запазена оригиналната еднокорабна структура с четири странични параклиса. На високия олтар се намира фино дървено Разпятие на скулптора Карло Джузепе Плура ди Лугано (1655 – 1737). В центъра на презвитериума каменна плоча затваря подземната крипта, където до 19 век са били погребвани енорийските свещеници на Алие. До 19 век първият параклис вдясно е на графовете Павиняно, а вторият – на сем. Маутино и сем. Данезио (там е гробът на Гоцано). На отсрещната страна на църквата, от ляво, се намират параклисите на сем. Биолето и на сем. Прола.

#### Църква „Св. Грат“
Примитивният параклис, посветен на Свети Грат от Аоста, датира от около края на XVII и нач. на XVIII век. С течение на годините структурата претърпява различни промени: фасадата е от XVIII век, а камбанарията – от XIX век.
Оригиналната му конструкция, включвана в последвалите разширения, все още се вижда частично в страничната част на сегашната църква, която гледа към улицата. Оцелелите рамки разкриват, че частта на юг първоначално е била основната фасада. Днес обаче църквата е обърната на изток и има два нефа, към които са прикрепени сакристията и домът на капелана.
Вътре в църквата (Chiesa di San Grato) изпъква фин бароков олтар, над който има иконостас с изображението на Свети Грат, който заема пространството, принадлежало на стария параклис. Под олтарната трапеза има реликварий с мощите на светеца.

#### Църква „Св. Рох“
Църквата (Chiesa di San Rocco) е построена от жителите на Алие през първата половина на XVII век по случай края на голямата чумна епидемия и е посветена на Свети Рох, който през XIV век жертва живота си за лечението на болните от чума. От старата сграда, която е съборена през 1931 г., са запазени само дървената статуя на светията, централната икона и часовникът на камбанарията.
Новата сграда с нейния свод с видими подпорни конструкции имитира неоромантичния стил. Вътре, отстрани на централния иконостас, изобразяващ Мадоната, Св. Йоан Кръстител, Св. Рох и Св. Себастиан, има два стенописа с подпис Л. Пероне със Св. Йосиф отляво и Св. Гаетан Тиенски вдясно.

#### Църква „Св. Анна“
Тя (Chiesa di Sant'Anna) е еднокорабна църква (параклис) с варелен свод, вероятно от първата половина на XVII век – собственост на сем. Маутино. Разположена в район на Алие на име Il Bioletto и е с оригиналната си структура, типична за почти всички параклиси в района.
Полукръглата ѝ апсида рамкира иконостаса с изображението на Св. Богородица, Св. Анна, Св. Франциск от Асизи и Св. Карл.
Отвън се виждат малък преден портик, подпорите на външната стена на апсидата и съвсем проста камбанария.

## Събития
- Патронен празник на Свети Максим от Риес – първа неделя на юли;
- Исторически карнавал на Алие – всяка година в периода януари – март. През 2020 г. е 40-ото му издание.[28][29]
- Фестивал на торчетите и на традиционните сладки и сладкиши от Пиемонт (Sagra del torcetto e del dolce tipico piemontese) – през април. През 2019 г. е 31-вото му издание.[30]
- Чаши сред звездите – панаир на виното и гастрономията (Calici fra le stelle[31]). През 2019 г. е 6-ото му издание.

## Култура

### Образование
- Една частна детска градина
- Едно държавно начално училище (от 1-ви до 5-и клас вкл.)
- Едно държавно средно от първа степен (от 6-и до 8-и клас вкл.)[32]
- Гимназиите и техникумите са в Кастеламонте и Ривароло Канавезе

### Музеи, библиотеки и културни центрове
- Музей на Херцогския замък на Алие, от вторник до петък срещу входен билет
- Градска библиотека, основана през 1974 г., безплатна и със свободен достъп, 6000 тома и брошури[33]
- Библиотека на Херцогския замък на Алие (Biblioteca del Castello di Aglié), с ограничен достъп. 7000 стари тома и брошури, 200 периодични издания и др.[34]
- Многофункционален салон Аладиум (Salone Polifunzionale Alladium), място на провеждане на социални, културни и художествени събития в района, разполага с 600 места за сядане.

### Религиозни центрове
- Католическа енорийска църка „Мадоната на снега и Св. Максим“
- Католическа църква „Св. Гауденций“
- Католическа църква „Св. Грат“
- Католическо светилище „Мадоната на милосърдието“, в подселище Мадона деле Грацие
- Католическо братство на „Св. Марта“
- Католически параклис „Св. Рох“
- Католическа църква „Св. Анна“

### Медии
Подобни на изброените за град Ивреа.

## Гастрономия

### Сладки Торчети
Според традицията те са родени в Алие през 1900 г. в умелите ръце на сладкаря Пана и са били особено ценени от Савоя.
Това са ронливи бисквити, направени с прости съставки: брашно, масло и захар, вид малки гризини, оваляни в захар, сгънати и съединени в двата края в типичната им форма на сълза. Тези изкушения се вдъхновяват от старите селски фурни, където след седмично печене на хляб се пече и хляб, поръсен със захар за децата.
Всяка година през април в града се провежда „Фестивал на торчетите и на традиционните сладки и сладкиши от Пиемонт“. През 2019 г. е ред на 31-вото му издание. Подобен фестивал се провежда и в градчето Ланцо Торинезе.

### Вина
Историческите лозя на сорта Ербалуче се вият по хълмовете на Алие, култивирани върху характерната за района подпорна структура. Те са включени в маршрутите на „Кралските пътища на вината на Метрополен град Торино“ (Strada Reale dei Vini Torinesi).
От Ербалуче, сорт грозде, споменат още през 17 век, се произвеждат вината Caluso Passito DOC и Erbaluce di Caluso DOC от две различни реколти: първата от грозде, предназначено за сушене, следващата – от грозде за приготвяне на сухо бяло вино.
Извън Алие, в посока село Кучельо, към подселище Сан Грато, се намират винарните на Алие (Aziende vinicole alladiesi). Там могат да се опитат вината Rosso Canavese, Rosato и Spumante Brut.

## Спорт

### Съоръжения
- Общински фитнес клуб: гимнастика за възрастни, школа по танци, уроци по фехтовка, уроци по карате;
- Спортно съоръжение: футболно игрище, тенис кортове, многофункционално игрище за волейбол, баскетбол и други спортове.

### Спортни клубове
- Местен футболен клуб „Алие“ (USD Agliè)
- Спортна аматьорска асоциация „Аладиум“ (Associazione Sportiva Dilettantistica „Alladium“)
- Маратонски аматьорски клуб „Алдо Берардо“ (GPD Aldo Berardo[40])
- Клуб за спортен риболов Аладиум (Apsd Alladium)
- Футболен турнир за младежи „Канавезе Къп“[41]

## Транспорт
- Магистрала A5 на Вале д'Аоста, изход за Сан Джорджо Канавезе, на 8 км
- Първостепенен междуградски път SS n. 565 на Кастеламонте
- Жп гара на линия Сетимо Торинезе-Понт Канавезе, в град Ривароло Канавезе, на 6 км
- Международни и междуконтинентални полети – летище Милано Малпенса, на 109 км; Международни и вътрешни полети – летище Торино Казеле, на 29 км
- Пристанище Генуа – на 190 км.
- Междуградски автобусни линии: Джи Ти Ти (GTT Архив на оригинала от 2020-02-05 в Wayback Machine.) 135 Ривароло – Сан Бениньо – Торино; 145 Ривароло – Ивреа; С.Т.А.А.В (S.T.A.A.V. Архив на оригинала от 2019-12-24 в Wayback Machine.) Джи Ти Ти 594 и СТААВ 308 Фелето – Алие – Калузо и 308 Локана – Кастеламонте – Калузо.[42]

## Известни личности

### Родени в Алие
- Мария Бона Савойска-Генуезка (Maria Bona di Savoia-Genova; (* 1 август 1896, † 2 февруари 1971 Рим) – италианска скулпторка и принцеса

### Свързани с Алие
- Граф Филипо Сан Мартино ди Алие (* 27 март 1604 г. в Торино, † 19 юли 1667 г. пак там) – учен, хореограф и изтъкнат политик. Започва военна кариера през 1630 г. и става лейтенант в Оръжейната рота на Виктор Амадей I Савойски. Последният умира през 1637 г. и тъй като синът му Карл-Емануил II е твърде млад, регентка става майка му Мария Кристина Бурбон-Френска. Херцогският двор е разделен на два лагера: на привърженици на Мадам Мария Кристина и на подкрепящи херцога. Филипо подкрепя регентката и става неин министър, личен и любим съветник. Благодарение на своите дипломатически и политически умения херцог Карл Емануил II успява да запази трона.
За подкрепата, оказана на младия херцог, Филипо се сблъсква с хора от ранга на кардинал Ришельо, който го хвърля в затвора през 1640 г. След смъртта на кардинала Филипо е освободен, но изоставя политиката, като се оттегля в Замъка в Алие, посвещавайки се на неговото възстановяване и разширяване.[4][12]Гуидо Гоцано
- Гуидо Гоцано (* 19 декември 1883 в Торино, † 9 август 1916 пак там) – изтъкнат италиански поет и писател, представител на италианското литературно движението на поезията на здрача (на итал. Crepuscolarismo) от нач. на 20 век.